# (9679) Crutzen
Pour les articles homonymes, voir Crutzen.
(9679) Crutzen est un astéroïde de la ceinture principale.

## Description
(9679) Crutzen est un astéroïde de la ceinture principale. Il fut découvert le 24 septembre 1960 à l'observatoire Palomar par Cornelis Johannes van Houten, Ingrid van Houten-Groeneveld et Tom Gehrels. Il présente une orbite caractérisée par un demi-grand axe de 2,43 UA, une excentricité de 0,17 et une inclinaison de 1,3° par rapport à l'écliptique.

## Compléments